# Stereopony
Stereopony ou Stereo Pony (ステレオポニー, Sutereoponii), est un groupe de pop rock féminin japonais formé à Okinawa en 2007 et séparé en 2012.

## Origines
Le groupe composé de trois adolescentes fait sa première apparition sur la chaîne de radio musicale TOKYO FM, dans l'émission SCHOOL OF ROCK!. Leur chanson "Hitohira no Hanabira" (ヒトヒラのハナビラ) est le 17e générique de fin de l'anime Bleach,. Leur premier single sortit le 5 novembre 2008, et obtint la 25e place dans les classements hebdomadaires Oricon. Elles interprètent aussi "Namida no Mukō" (泪のムコウ?), deuxième générique d'ouverture de la deuxième saison de la série anime Mobile Suit Gundam 00. Leur single "I do it" sorti le 22 avril 2009 est produit en collaboration avec la chanteuse japonaise YUI.

## Membres
- Aimi (née à Naha, dans la prefecture d'Okinawa, le 4 septembre 1990) guitare, chant.
- Nohana (née à Shimabara, dans la prefecture de Nagasaki le 16 septembre 1989), basse
- Shiho (née à Nago, dans la prefecture d'Okinawa, le 18 octobre 1990), batterie

## Discographie

### Singles
1. Hitohira no Hanabira (ヒトヒラのハナビラ, Un pétale de fleur solitaire) (5 novembre 2008) - Générique de fin de l'anime Bleach
2. Namida no Mukō (泪のムコウ, À travers les larmes) (11 février 2009) - Générique d'ouverture de la saison 2 de l'anime Gundam 00
3. I do it, en collaboration avec YUI (22 avril 2009)
4. Smilife (19 août 2009) - Thème principal du film Yatterman
5. Tsukiakari no Michishirube (4 novembre 2009) - Générique d'ouverture de la saison 2 de l'animé Darker Than Black
6. Hanbunko (17 février 2010)
7. Over Drive (12 mai 2010)
8. Chiisana mahou (8 décembre 2010) - Générique d'ouverture de la saison 2 de l'animé Tegami Bachi (Tegami Bachi REVERSE)
9. "Stand by me (30 mai 2012 - ending theme de Eureka Seven: AO.
10. i am hero
11. mashup- dreamin

### Albums
1. "Hydrangea ga Saiteiru" (Hortensia en fleur) (17 juin 2009)
2. "Over The Border" (9 juin 2010)
3. "More! More!! More!!!" (7 décembre 2011)